# Alain Ducasse

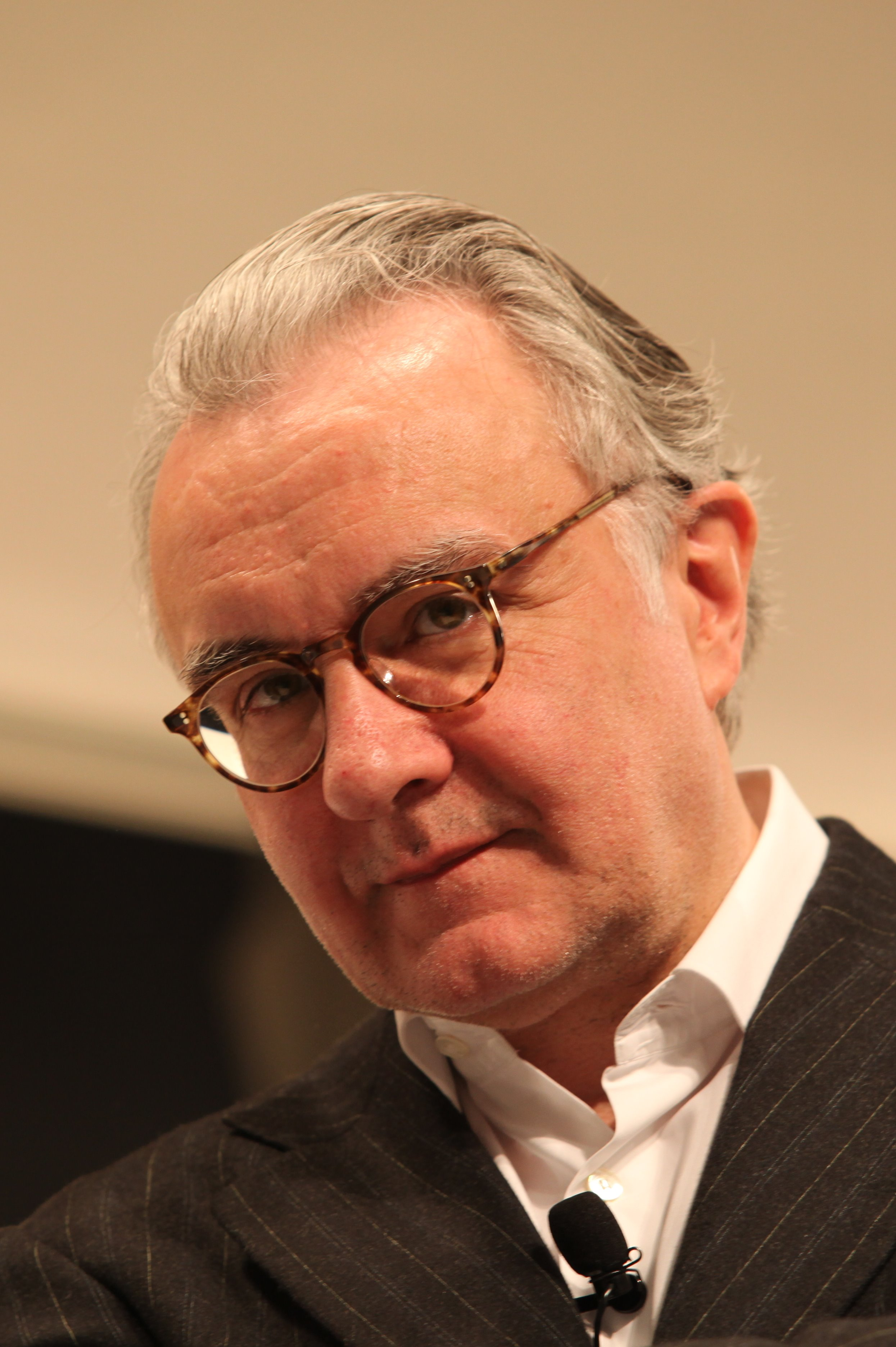
Alain Ducasse, 2010

Alain Ducasse (* 13. September 1956 in Orthez, Département Pyrénées-Atlantiques) ist ein französischer Koch, Patron und Publizist gastronomischer Literatur.

## Leben und Werk
Ducasse verließ frühzeitig das Gymnasium und machte eine Kochlehre im Le Pavillon Landais in Soustons. Anschließend besuchte er die École Hôtelière de Bordeaux. Nach seiner Ausbildung zum Koch arbeitete er unter anderem bei bekannten Köchen wie Michel Guérard, Roger Vergé und Alain Chapel. Ducasse erhielt vom Guide Michelin als erster zeitgleich drei Sterne für drei seiner Restaurants, nämlich das Le Plaza Athénée in Paris, Alain Ducasse at the Essex House in New York City und Le Louis XV in Monaco. Er erklärt den Erfolg seiner Küche mit dem ständigen Versuch, die Haute Cuisine einfach zu gestalten – „wahrnehmbar und verständlich für alle“.
2007 leitete der weltweit agierende Küchenchef 30 Restaurants, betreute eine eigene Bäckerei, fünf Hotels (Auberges), drei als École Ducasse firmierende Kochschulen in Abu Dhabi, Bangkok und Paris und veröffentlichte sein Wissen in Büchern seines eigenen Verlags. Sein bekanntestes Buch ist das Grand Livre de Cuisine – Kulinarische Enzyklopädie. Zudem eröffnete er 2007 in London das Alain Ducasse at The Dorchester, das seit 2010 ebenfalls mit drei Michelin-Sternen ausgezeichnet wird. Im März 2007 wurde das Restaurant Lespinasse im St. Regis Hotel in New York unter Ducasse zum Adour. Er schloss sein bisheriges Restaurant im Essex House.
Von Dezember 2007 bis 2018 übernahm Ducasse auch das Restaurant Le Jules Verne in der zweiten Etage des Eiffelturms. Seit 2018 betreibt er auf der Seine in der Nähe des Eiffelturms ein Bootsrestaurant. Seit 2008 ist er Staatsbürger von Monaco.
2015 entschied er sich, im Le Plaza Athénée auf „Naturalité“ zu setzen und in diesem Zusammenhang auf Fleisch und Butter zu verzichten. Im Juni 2021 wurde die 21-jährige Zusammenarbeit zwischen dem Hotel Le Plaza Athénée und Ducasse beendet.

## Auszeichnungen
- 2017: Eckart Witzigmann Preis: ECKART 2017 für „Große Kochkunst“[8]

## Veröffentlichungen (Auswahl)
- Grand Livre de Cuisine – Kulinarische Enzyklopädie, Alain Ducasse, Matthaes Verlag, Stuttgart 2006, ISBN 978-3-87515-007-0.
- Grand Livre de Cuisine – Dessert und Patisserie, Alain Ducasse, Matthaes Verlag, Stuttgart 2007, ISBN 978-3-87515-016-2.
- Grand Livre de Cuisine – Die Mediterrane Küche, Alain Ducasse, Matthaes Verlag, Stuttgart 2008, ISBN 978-3-87515-025-4.
- Grand Livre de cuisine d’Alain Ducasse, Jean-Francoise Piege, Alain Ducasse, Les Éditions d’Alain Ducasse, 2001, ISBN 2-9516473-0-1.
- Der Ducasse: Die besten Rezepte vom Meisterkoch der französischen Küche, Bassermann, 2014, ISBN 978-3-8094-3346-0.
- Grand Livre de cuisine d’Alain Ducasse, Les Éditions d’Alain Ducasse, 2003, ISBN 2-84844-002-3.
- Spoon Cook Book, Les Éditions d’Alain Ducasse, 2004, ISBN 2-84844-003-1.

## Filme
- Der 3-Sternekoch – Bei Ducasse in Paris. 5-teilige Doku-Soap, 2004, von Bruno Sevaistre, Produktion: arte, Inhaltsangabe von arte mit Interview, Rezepten etc.